# Raoul Dufy

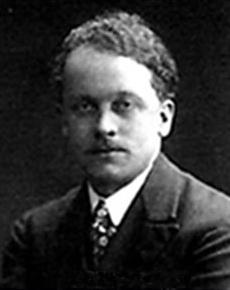
Raoul Dufy

Raoul Dufy (* 3. Juni 1877 in Le Havre (Normandie); † 23. März 1953 in Forcalquier) war ein französischer Maler des Fauvismus.

## Leben
Raoul Dufy besuchte zunächst Abendkurse an der Kunstschule in Le Havre. 1895 gelangte er mit einem Stipendium seiner Heimatstadt an die École nationale supérieure des beaux-arts de Paris, wo eine Freundschaft mit Othon Friesz entstand. Von dort wechselte Dufy mit einem Stipendium als Schüler in das Atelier von Léon Bonnat. 1903 hatte er eine Ausstellung im Pariser Salon de Indépendants. Das Gemälde Luxe, Calme et Volupté von Henri Matisse „bekehrte“ ihn 1905 zum Fauvismus. Im Jahre 1909 besuchte er zusammen mit Friesz München und gelangte unter den Einfluss von Paul Cézanne.

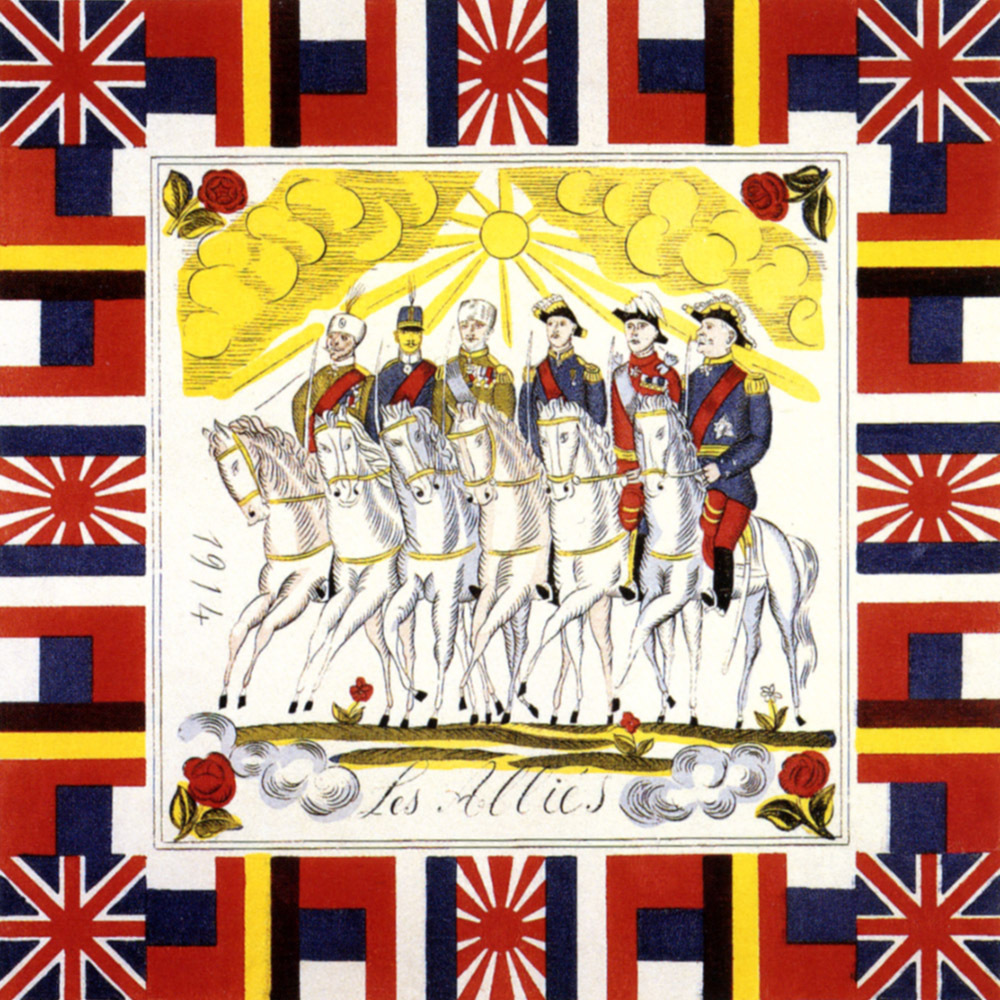
Seidentuch, Bianchini-Férier, Lyon 1914

Da die Malerei ihm nicht die zum Überleben notwendigen Einnahmen verschaffte, verdiente sich Dufy seinen Lebensunterhalt durch Keramikarbeiten, Holzschnitte und Entwürfe für Tapisserien. Zusammen mit seinem Bruder Jean arbeitete er für das bekannte Textil-Atelier „Bianchini-Férier“.
In den frühen 1920er Jahren malte Dufy an der Nordküste Frankreichs u. a. eine umfangreiche Serie von Meereslandschaften, zu der auch Régates à Sainte-Adresse (Öl, 60,8 × 73,5 cm, 1924) gehört.
Erst als er Mitte der 1920er Jahre und dann 1937 seinen Stil etwas änderte und von einer eher leichteren eleganten Kunst zu einer ausdrucksvollen monumentalen Darstellung gelangte, erfuhr er Anerkennung. So konnte er für die Pariser Weltausstellung 1937 den Pavillon de la lumière (Pavillon des Lichts bzw. der Elektrizität) dekorativ gestalten, er malte mit La Fée électricité das mit 600 m² damals größte Bild der Welt. Von Nizza aus, wo er sich einige Jahre mit seiner Frau aufhielt, reiste er nach Saint-Tropez, wo er das Hotel Sube (1926) malte und Tuschezeichnungen anfertigte: Le port de Saint-Tropez und die Statue du Bailli de Suffren.

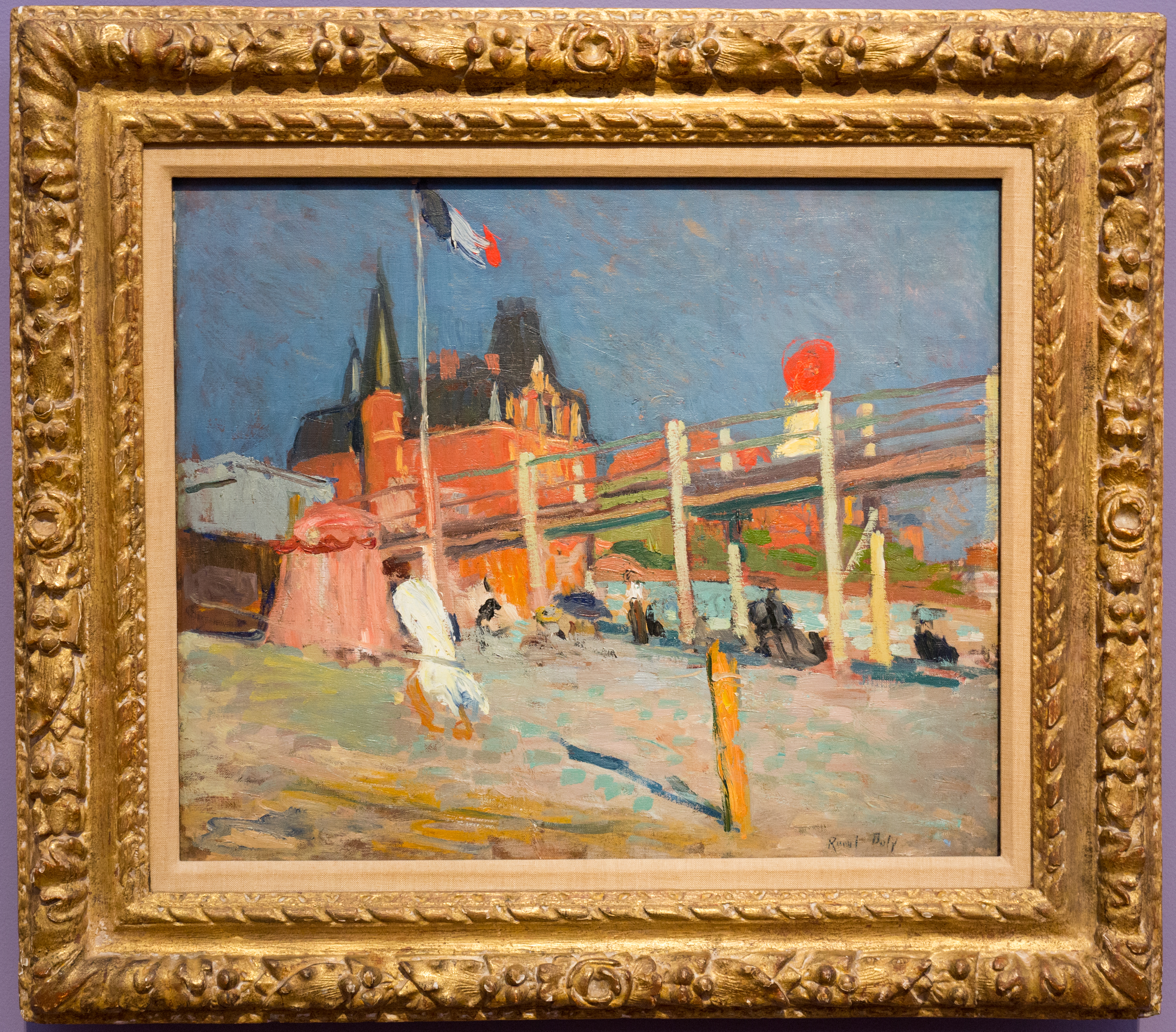
Der Strand von Sainte-Adresse, 1906
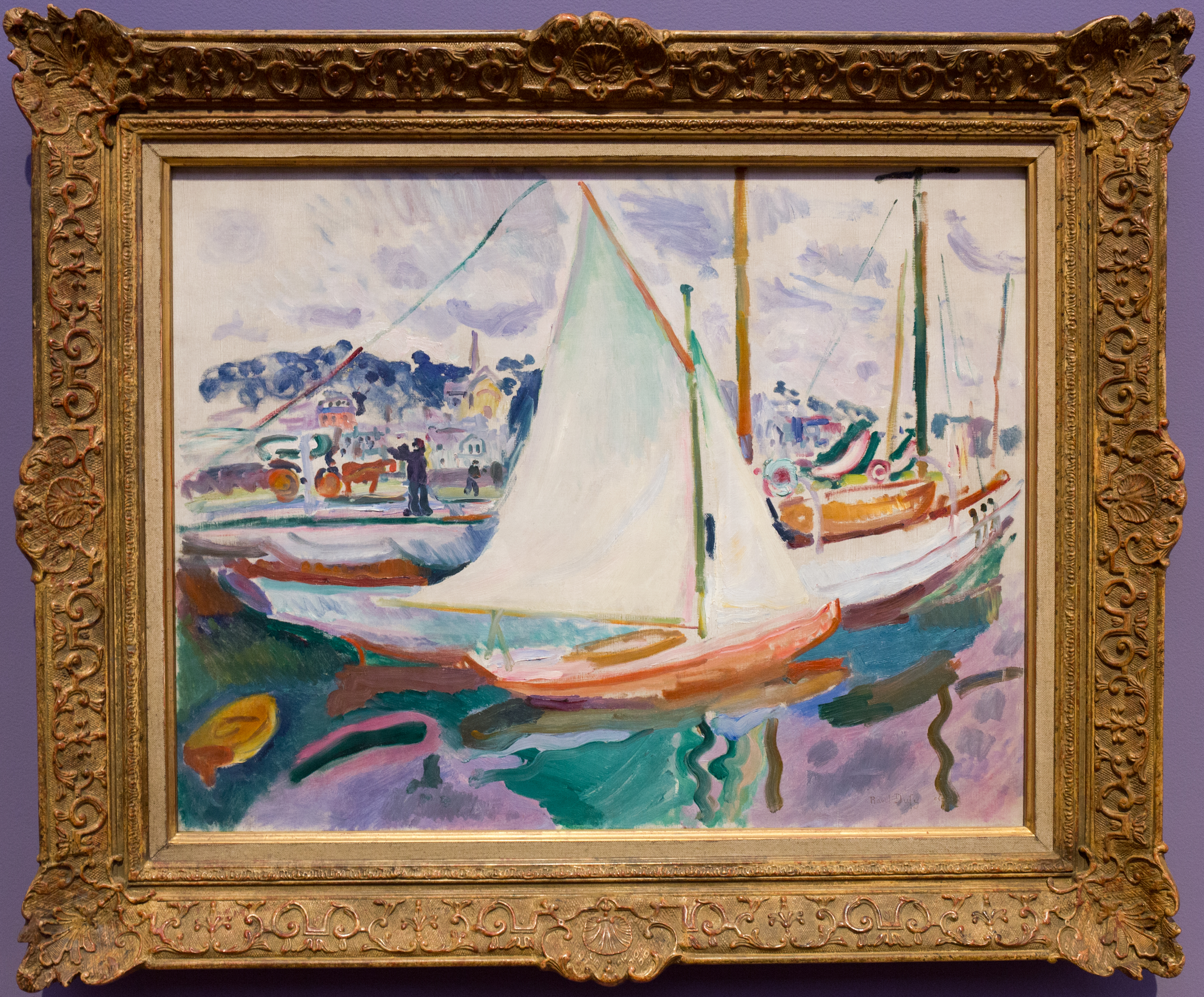
Das weiße Segel, 1906
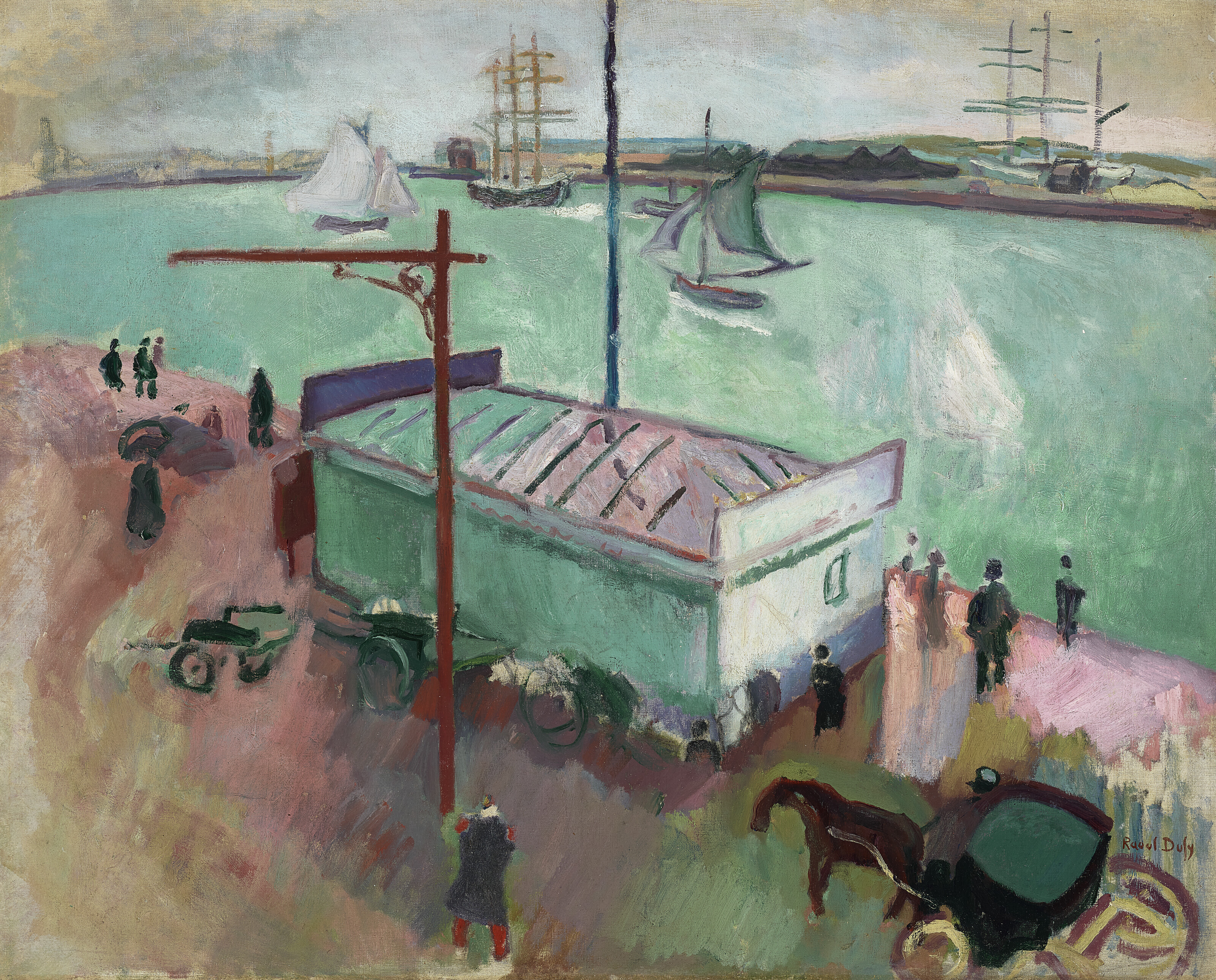
Le Port du Havre, 1906
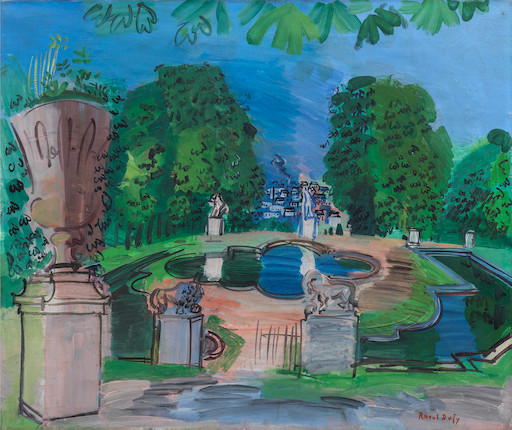
Saint-Cloud, 1928
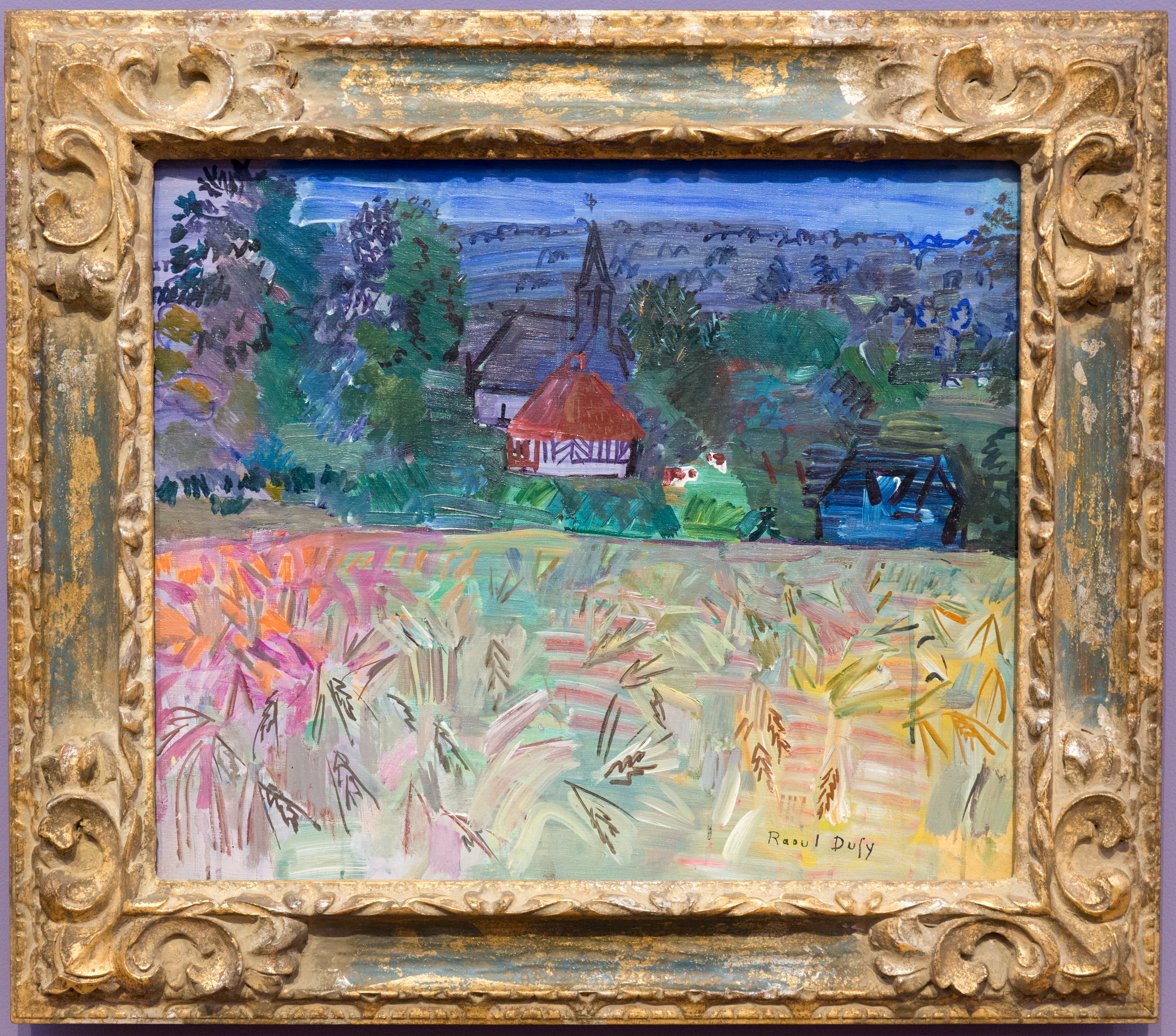
Weizenfeld in der Normandie, 1935
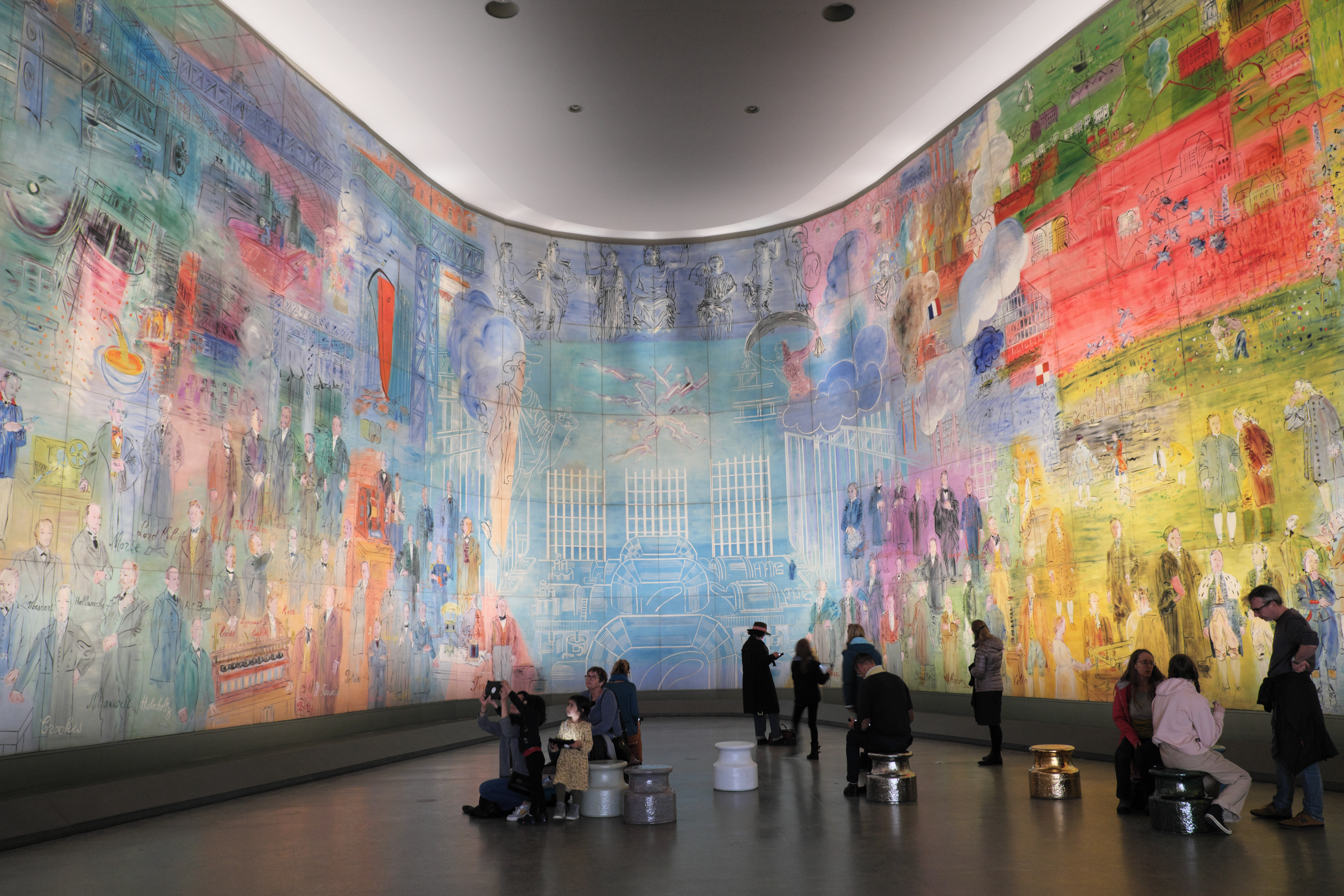
La Fée Électricité, im Auftrag der Compagnie Parisienne de Distribution d'Electricité für die Weltausstellung von 1937

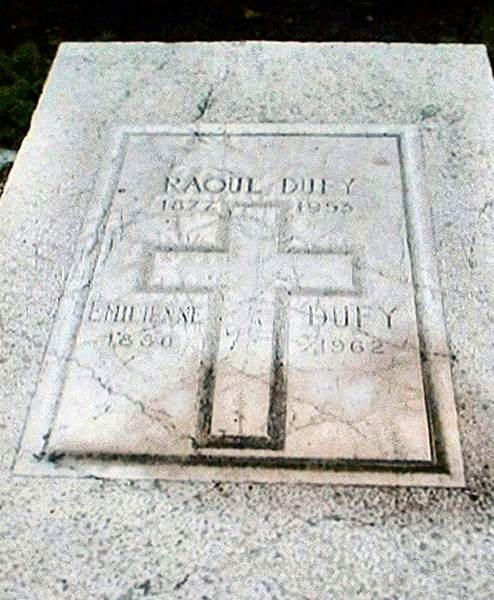
Cimetière de Cimiez, Nizza

1937 wurde in der NS-Aktion „Entartete Kunst“ aus dem Staatlichen Museum Saarbrücken Dufys Druckgrafik Seeschlacht beschlagnahmt und vernichtet. Weiterer Bilder entzogen die Nationalsozialisten u. a. jüdischen Sammlern.
Werke Dufys gehören heute zum Bestand wichtiger Sammlungen, u. a. des MoMA und des Metropolitan Museum of Art.
Einige seiner Werke wurden postum auf der documenta 1 (1955) und der documenta III im Jahr 1964 in Kassel gezeigt. Sein Bruder Jean Dufy (1888–1964) war ebenfalls ein bekannter Maler.

## Werke

### Gemälde (Auswahl)
- Plakatwand in Trouville (1906, Musée National d’Art Moderne)
- Hôtel Sube in Saint-Tropez (1926, The Philipps Collection, Washington)[8]
- Nature morte dans la mer (1925)
- Le Paddock a Deauville (um 1930), 54 x 130, Musée National d’Art Moderne, Paris
- Die Pferderennbahn von Deauville (1930, Musée du Luxembourg)
- Hommage à Mozart (1952)

### Graphik
- Holzschnitte zu Le bestiaire ou le cortège d’Orphée (Bestiarium oder der Orpheus-Zug) von Guillaume Apollinaire, 1911,